# 天蠍座AR
天蠍座AR（AR Scorpii，縮寫：AR Sco）是由快速自轉且有強磁場的白矮星和紅矮星組成的聯星系統。該系統的白矮星是第一顆被發現的白矮星脈衝星。 

## 概要
天蠍座AR的光變曲線週期為3.56小時，因此它曾經長期被錯誤地分類為矮造父變星，但在2016年時發現這個週期實際上是系統成員星的軌道週期。此外，這個系統中的紅矮星會輻射出強烈的可見光、紫外線與無線電波脈衝，週期為1.97分。這些不同波長的脈衝於白矮星的相对论性喷流掃過紅矮星時發生，並且釋放出可觀測到的電磁輻射。目前白矮星並沒有明顯的吸積，並且系統的能量來源來自於白矮星的自轉速度下降。
天蠍座AR的不尋常光度變化現象首先由業餘天文學家注意到。